# Isola di Motu Nui
Motu Nui (dal rapanui: "isola grande") è il maggiore dei tre isolotti situati a sud dell'isola di Pasqua; gli altri due sono Motu Kao Kao e Motu Iti ("isola piccola"). Come il resto dell'arcipelago pascuense, Motu Nui appartiene al Cile ed è la località posta più ad ovest nel territorio cileno. A Motu Nui nidificano ogni anno le sterne grigie, o «manutara» in lingua locale, e proprio ad esse è legato il culto dell'Uomo Uccello, il «Taŋata Manu», che sostituì il culto degli antenati moai dopo il primo contatto con gli europei nel 1722.

## Il Culto dell'Uomo Uccello
Ogni primavera ciascuna tribù sceglieva un guerriero che doveva partecipare alla gara/rito, consistente in una rapida discesa lungo i ripidissimi percorsi in discesa dello strapiombo del vulcano Rano Kau (quasi 300 m) presso il sito di Oroŋo, con tuffo finale nell'oceano e il successivo raggiungimento a nuoto di Motu Nui con un fascio di canne come galleggiante; una volta sull'isolotto, il guerriero doveva raccogliere un uovo di sterna, e riportarlo a terra presso il Gran Sacerdote dopo aver ripercorso in salita la scalata dello strapiombo. Chi giungeva per primo indenne (i rischi di un attacco di squali, o che l'uovo si rompesse, erano molto forti) veniva nominato Taŋata Manu, Uomo Uccello, ed adorato come un eroe; inoltre, alla sua tribù veniva concesso il potere giurisdizionale dell'isola per un anno. Alla successiva primavera il rito si ripeteva.

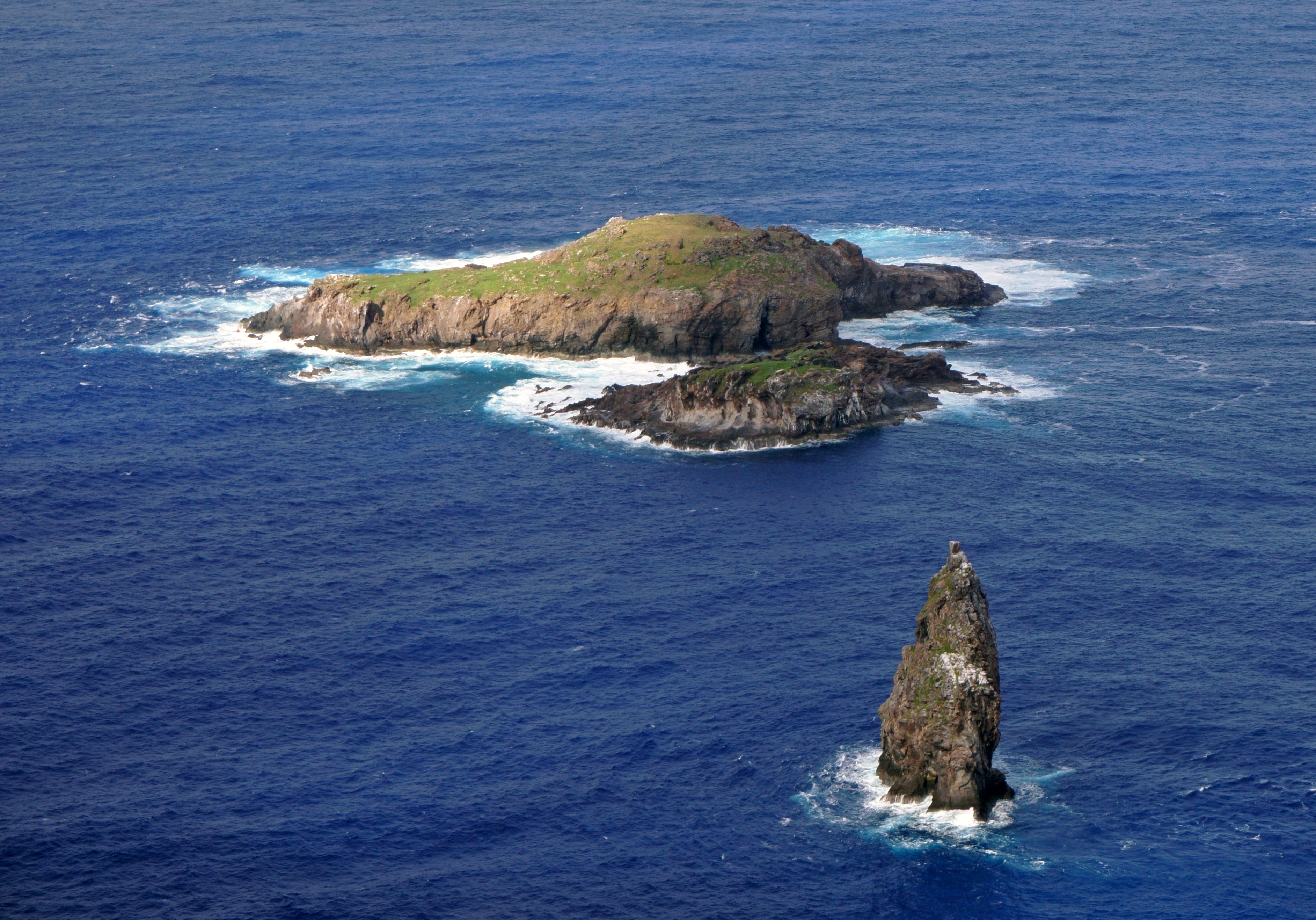
Motu Nui, con la più piccola Motu Iti e lo scoglio marino di Motu Kao Kao. Fotografia presa nel gennaio 2004, da Orongo dal vulcano Rano Kau, a circa 250 metri sopra il livello del mare.

Secondo alcuni, il rito dell'Uomo Uccello era tipico delle culture polinesiane, ed era esistente nell'isola sin dalla sua prima colonizzazione, mentre altri sostengono che fosse stato frutto di alcune caste di guerrieri per assicurarsi una posizione di rilievo.

## Curiosità
- Vaiana, la  principessa Disney protagonista del film Oceania, proviene da un'isola chiamata Motunui, ma l'isola rappresentata nel film d'animazione non assomiglia a Motu Nui.